# Cochliobolus akaii
Cochliobolus akaii är en svampart som först beskrevs av Tsuda & Ueyama, och fick sitt nu gällande namn av Sivan. 1987. Cochliobolus akaii ingår i släktet Cochliobolus och familjen Pleosporaceae.   Inga underarter finns listade i Catalogue of Life.